# Кушніри
Кушні́ри —  село в Україні, у Роменському районі Сумської області. Населення становить 72 осіб. Входить до складу Вільшанської сільської громади.

## Населення

### Мова
Розподіл населення за рідною мовою за даними перепису 2001 року:
| Мова       | Кількість | Відсоток |
| ---------- | --------- | -------- |
| українська | 71        | 98.61%   |
| вірменська | 1         | 1.39%    |
| Усього     | 72        | 100%     |

## Географія
Село Кушніри знаходиться за 1,5 км від лівого берега річки Сула. На відстані 0,5 км розташовані села Комишанка і Реви. Через село проходить автомобільна дорога Н07.

## Історія
12 червня 2020 року, відповідно до розпорядження Кабінету Міністрів України № 723-р «Про визначення адміністративних центрів та затвердження територій територіальних громад Сумської області», село увійшло до складу Вільшанської сільської громади.
19 липня 2020 року, в результаті адміністративно-територіальної реформи та ліквідації Недригайлівського району, громада увійшла до складу новоутвореного Роменського району.